# Centamin
Centamin plc er et britisk guldmineselskab med hovedkontor i London. Virksomheden blev etableret i 1970 og driver en guldmine i Egypten.